# Teinopodagrion oscillans
Teinopodagrion oscillans – gatunek ważki z rodziny Megapodagrionidae. Występuje w północno-zachodniej części Ameryki Południowej; stwierdzony w górach Kolumbii i zachodniej Wenezueli.